# Kagetsu
Yu Ishino (石野結 Ishino Yū?) (Settsu, 4 de junio 1992), mejor conocido por su nombre de ring Kagetsu (花月?), es un profesional de la lucha libre japonés retirado. Es conocido por su tiempo en Stardom, JWP, Sendai Girls y varias promociones independientes.

## Carrera de lucha libre profesional

### Circuito independiente (2008-2020)
Kagetsu fue entrenado por Sendai Girls' Pro Wrestling. Se unió en abril de 2008 después de graduarse de la escuela secundaria. Tuvo un combate de exhibición contra Ryo Mizunami el 27 de julio de 2008. Hizo su debut oficial el 24 de agosto de 2008, contra Chikayo Nagashima.
En 2010, cambió su nombre de ring de Yukari Ishino a Kagetsu.
En 2015, dejó Sendai Girls y se convirtió en trabajador independiente.

### World Wonder Ring Stardom (2012-2020)
La promoción en la que Ishino es más conocido por actuar fue World Wonder Ring Stardom. En abril de 2016, debutó como parte del grupo Oedo Tai . Ganó el título de Artista del Estrellato con Kyoko Kimura y Hana Kimura. El 16 de junio de 2016, hizo equipo con Kyoko Kimura para capturar el Campeonato Diosas del Estrellato. El equipo mantuvo los títulos hasta el 22 de diciembre de 2016, cuando fueron derrotados por Yoko Bito y Kairi Hojo. Se tomó un descanso de la lucha libre el 13 de abril de 2017, pero regresó el 11 de junio como el nuevo líder de Oedo Tai. El 21 de junio, se asoció con Hana Kimura para derrotar a Hiroyo Matsumoto y Jungle Kyona por el Campeonato Goddesses of Stardom. Debido a que se limitaron a un trío, Kagetsu, Kris Wolf y Hana Kimura buscarían nuevos reclutas cuando trajeron a Tam Nakano a la unidad el 10 de septiembre, durante el Gran Premio 5STAR. Otro miembro presentado por Kagetsu el 4 de noviembre, durante la Goddesses of Stardom Tag League fue Sumire Natsu quien vino de Pro Wrestling Wave. Se convirtió en miembro oficial de la lista de Stardom el 1 de noviembre de 2017.
El 9 de junio de 2018, capturó el Campeonato Mundial de Stardom de Toni Storm.
En el Stardom Cinderella Tournament 2019, Ishino empató por límite de tiempo contra Tam Nakano en las primeras rondas del evento que tuvo lugar el 29 de abril. El 4 de mayo, Kagetsu perdió el Campeonato Mundial de Stardom ante Bea Priestley. En diciembre, Ishino anunció su retiro de la lucha libre profesional que tendría lugar el 24 de febrero de 2020. El combate final tuvo lugar en un evento llamado "Many Face", donde Ishino cayó ante su entrenadora Meiko Satomura.
Kagetsu salió del retiro el 23 de mayo de 2021 para luchar en el Hana Kimura Memorial Show en una lucha en equipos de ocho mujeres, donde formó equipo con la ex compañera de Oedo Tai, Hazuki, y las ex miembros de Tokyo Cyber Squad, Konami y Death Yama-san, en un esfuerzo perdedor contra Asuka, Syuri, Natsupoi y Mio Momono. Kagetsu volvería a perder ante Asuka la misma noche en un partido individual. Ha estado inactivo desde entonces. Ishino hizo una aparición en el Hana Kimura Memorial Show 2 el 23 de mayo de 2022 como embajador del evento.

## Vida personal
El 13 de mayo de 2022, Ishino se declaró transgénero en un video publicado en su canal, cambiando su nombre de pila de "Yukari" a "Yu".

## Campeonatos y logros
- JWP Joshi Puroresu
  - Campeonato JWP Junior (1 vez)[15]
  - Princesa del Campeonato de Lucha Libre Profesional (1 vez)[15]
- Pro Wrestling Illustrated
  - Ocupa el puesto n.° 18 entre las 100 mejores luchadoras femeninas en el PWI Female 100 en 2018[16]
- Pro Wrestling Wave
  - Premio Atrapa la Ola (1 vez)
    - Premio al espíritu de lucha (2013)[17]
- Academia Oz
  - Campeonato en Parejas de la Academia Oz (2 veces) – con Kaho Kobayashi[18][19]
- World Wonder Ring Stardom
  - Campeonato de Artistas del Stardom (2 veces) – con Hana Kimura y Kyoko Kimura (1), Andras Miyagi y Natsu Sumire (1)
  - Campeonato de Diosas del Estrellato (2 veces) – con Kyoto Kimura (1) y Hana Kimura (1)
  - Campeonato Mundial de Stardom ( 1 vez )
  - Premio GP 5★Estrellas (3 veces)
    - Premio al mejor combate de 5 estrellas GP (2017) vs. Mayu Iwatani on September 18[20]
    - Premio al mejor combate de 5 estrellas GP (2018) vs. Jungle Kyona on September 8[21]
    - Premio al mejor combate de 5 estrellas GP (2019) vs. Jungle Kyona el 8 de septiembre[22]

  - Premio de fin de año de Stardom (2 veces)
    - Premio al mejor combate (2018) with Hazuki vs. Io Shirai y Mayu Iwatani el 17 de junio[23]
    - Premio al mejor equipo de lucha (2017) with Hana Kimura[24]